# Toxorhynchites wolfsi
Toxorhynchites wolfsi är en tvåvingeart som beskrevs av Ribeiro 2005. Toxorhynchites wolfsi ingår i släktet Toxorhynchites och familjen stickmyggor.
Artens utbredningsområde är Kongo. Inga underarter finns listade i Catalogue of Life.